# Venas gástricas cortas
Las venas gástricas cortas, cuatro o cinco en número, drenan el fundus y la parte izquierda de la curvatura mayor del estómago, y pasan entre las dos capas del ligamento gastrolienal para terminar en la vena esplénica o en uno de sus grandes afluentes.